# Kimberley Efonye
Kimberley Efonye (5 maart 1994) is een Belgische voormalige atlete, die gespecialiseerd was in de sprint. Ze werd eenmaal Belgisch kampioene.

## Loopbaan
Efonye was aangesloten bij Atletiekclub Lanaken. Op de individuele 400 m werd zij in 2014 Belgisch kampioene. In dat jaar nam ze ook deel aan de Europese kampioenschappen in Zürich, waar zij deel uitmaakte van de Belgische ploeg op de 4 x 400 m estafette. Het team, bestaande uit Laetitia Libert, Kimberley Efonye, Olivia Borlée en Justien Grillet, bereikte de finale, waarin het op de achtste plaats eindigde in 3.31,82.
In 2014 vertrok ze naar Californië om atletiek te combineren met de studie Business Administration Marketing.

## Belgische kampioenschappen
Outdoor
| Onderdeel | Jaar |
| --------- | ---- |
| 400 m     | 2014 |

## Persoonlijke records
Outdoor
| Onderdeel | Prestatie | Datum        | Plaats  |
| --------- | --------- | ------------ | ------- |
| 400 m     | 53,57 s   | 27 juli 2014 | Brussel |

Indoor
| Onderdeel | Prestatie | Datum            | Plaats |
| --------- | --------- | ---------------- | ------ |
| 400 m     | 55,43 s   | 18 februari 2012 | Gent   |

## Palmares

### 400 m
- 2011:  EJOF te Trabzon - 54,30 s
- 2011:  BK indoor AC - 55,84 s
- 2013:  BK indoor AC - 56,79 s
- 2013:  BK AC - 54,10 s
- 2014:  BK AC - 53,57 s

### 4 x 400 m
- 2014: 8e EK in Zürich - 3,31.82